# 种詠
种詠（？—？），宋代名将种世衡第四子。

## 生平
宋神宗熙宁三年（1070）八月，西夏军侵犯大顺城,知庆州李复圭命环庆路钤辖李信、庆州东路都巡检刘甫、环庆路监押种詠出战，兵少战败。李复圭声称将领不听其指挥，斩李信及刘甫，种詠庾毙。两个月后，知庆州李复圭以擅自兴兵、招致兵败、诬裨将李信、刘甫、种咏以死，被降级贬官保静军节度副使（官品）、知光化军。
种為其姓氏，正體字即為「种」，不可誤植為「種」。